# Tramlijn 19 (Brussel)
De Brusselse tramlijn 19 uitgebaat door de MIVB verbindt het metrostation Simonis met de halte De Wand (Laken/Neder-Over-Heembeek). De kenkleur van deze lijn is rood.
Het huidige traject van de lijn is in gebruik sinds 6 juli 2024.  Daarvoor reed tram 19 vanuit Simonis verder westwaarts tot het station Groot-Bijgaarden, een deel van het traject dat sinds die datum is overgenomen door tramlijn 9.

## Traject
Simonis - Broustin - Spiegel - Koningin-Astridplein - Lenoir - Jette Station - Kerkhof van Jette - Guillaume De Greef - Ernest Salu - Stuyvenbergh - Sint-Lambertus - De Wand.

## Geschiedenis
Het lijnnummer 19 werd gebruikt voor een tramlijn die vertrok van station Groot-Bijgaarden, doorreed via de premetrolijn 2 (kleine ring) tot Sint-Denijs. Wanneer op 2 oktober 1988 het tweede niveau (metrolijn 2) geopend werd, ontstond de huidige route waarbij de tramlijn 19 een deel van de tramroute van tramlijn 103 overnam.(Ook een premetrolijn tram). Het eindpunt van de tramlijn 19 was in de Heizel. Op 1 september 1994 werd de voormalige buurtspoortramtunnel onder de Heizel heropend voor de Brusselse trams en werd het eindpunt verlegd naar het huidig eindpunt De Wand.

## Bijzonderheden
Tramlijn 19 was een tramlijn in het noordwesten van Brussel, die de omgeving van de basiliek (Koekelberg) als zwaartepunt heeft. De beide takken van de lijn (westelijk en noordelijk) waren vooral gericht op het metrostation Simonis , waar tramlijn 19 een ondergrondse halte heeft. In het westen is de belangrijkste halte Schweitzer. In het noorden is dat Kerkhof van Jette.
Het eindpunt "De Wand" wordt bereikt via de vroegere tunnel onder de Heizel voor de buurtspoorwegen. Het keerspoor ligt op de vroegere oprit van de buurtspoorweglijn vanuit de tunnel naar de Wandstraat.
Bij de herschikking van het netwerk (2007-2008) is er niets veranderd aan lijn 19. Bij de herschikking van het net in 2024 werd de tramlijn ingekort tot de halte Simonis. Het stuk naar Groot-Bijgaarden wordt overgenomen door lijn 9.
In september 2003 werd de tramlijn bekroond met het "Certificaat voor de kwaliteit van de dienstverlening".

## Materieel
Deze tramlijn wordt bediend met Cityrunner T3000 stellen.
Voor de werken die werden uitgevoerd tussen eind 2011 en maart 2012 aan de lijn om de moderne T3000-lagevloerstrams te kunnen inzetten werd de lijn bijna uitsluitend gereden met drieledige PCC-trams van de serie 79xx.